# قويرة الخزب (دوعن)
'

تعديل مصدري - تعديل

قويرة الخزب هي إحدى قرى عزلة صيف بمديرية دوعن التابعة لمحافظة حضرموت، بلغ تعداد سكانها 151 نسمة حسب تعداد اليمن لعام 2004.